# Ostrów (rejon stoliński)
Ostrów (biał. Востраў; ros. Остров) – wieś na Białorusi, w obwodzie brzeskim, w rejonie stolińskim, w sielsowiecie Struga, w pobliżu granicy z Ukrainą.

## Warunki naturalne
Ostrów położony jest na skraju dużego kompleksu leśno-torfowiskowego Błota Olmańskie.

## Historia
W dwudziestoleciu międzywojennym leżał w Polsce, w województwie poleskim, w powiecie stolińskim. Po II wojnie światowej w granicach Związku Sowieckiego. Od 1991 w niepodległej Białorusi.